# Caccobius corniceps
Caccobius corniceps är en skalbaggsart som beskrevs av D'orbigny 1913. Caccobius corniceps ingår i släktet Caccobius och familjen bladhorningar. Inga underarter finns listade.